# Pretmakers in een mossel op zee
Pretmakers in een mossel op zee, ook De oesterschelp genoemd, is een gravure van de Antwerpse prentkunstenaar Pieter van der Heyden, die mogelijk teruggaat op een (verloren gegaan) werk van de Zuid-Nederlandse schilder Jheronimus Bosch.

## Voorstelling
Het stelt een bont gezelschap voor, varend in een enorme schelp. Er wordt gedronken, gegeten en muziek gemaakt. Geheel links is een paartje dat eruitziet als een non en een monnik innig aan het vrijen, terwijl een doedelzakspeler voor hen brakend overboord hangt. Achter in de schelp laat een vrouw een man een kippenbout en eieren zien, terwijl de man de vrouw een gebraden haan aanbiedt. Voorin maakt een man muziek op een treeft. Helemaal rechts schept een man met een lepel iets uit een schaal die aan een tak hangt. Door de schelp groeit een kale boom, waarop een uil zit. Iets hoger hangt een vis. In het water slokt een grote vis een kleine vis op.
Het werk draagt rechtsonder het opschrift ‘Heronimus Bos inve[nit]’: Jheronimus Bosch heeft dit bedacht. Dit zou erop kunnen wijzen dat het werk ontleend is aan een verloren gegaan origineel van Bosch. De gravure is een variant op Het narrenschip en de ook alleen als kopie bewaard gebleven Blauwe schuit en Zangers en musici in een ei. In al deze werken hekelt Bosch de mens die zich overgeeft aan zintuiglijke impulsen. In Pretmakers in een mossel op zee wordt dit thema verder uitgewerkt door de figuren in een onmogelijk, stuurloos en doelloost vaartuig te plaatsen.

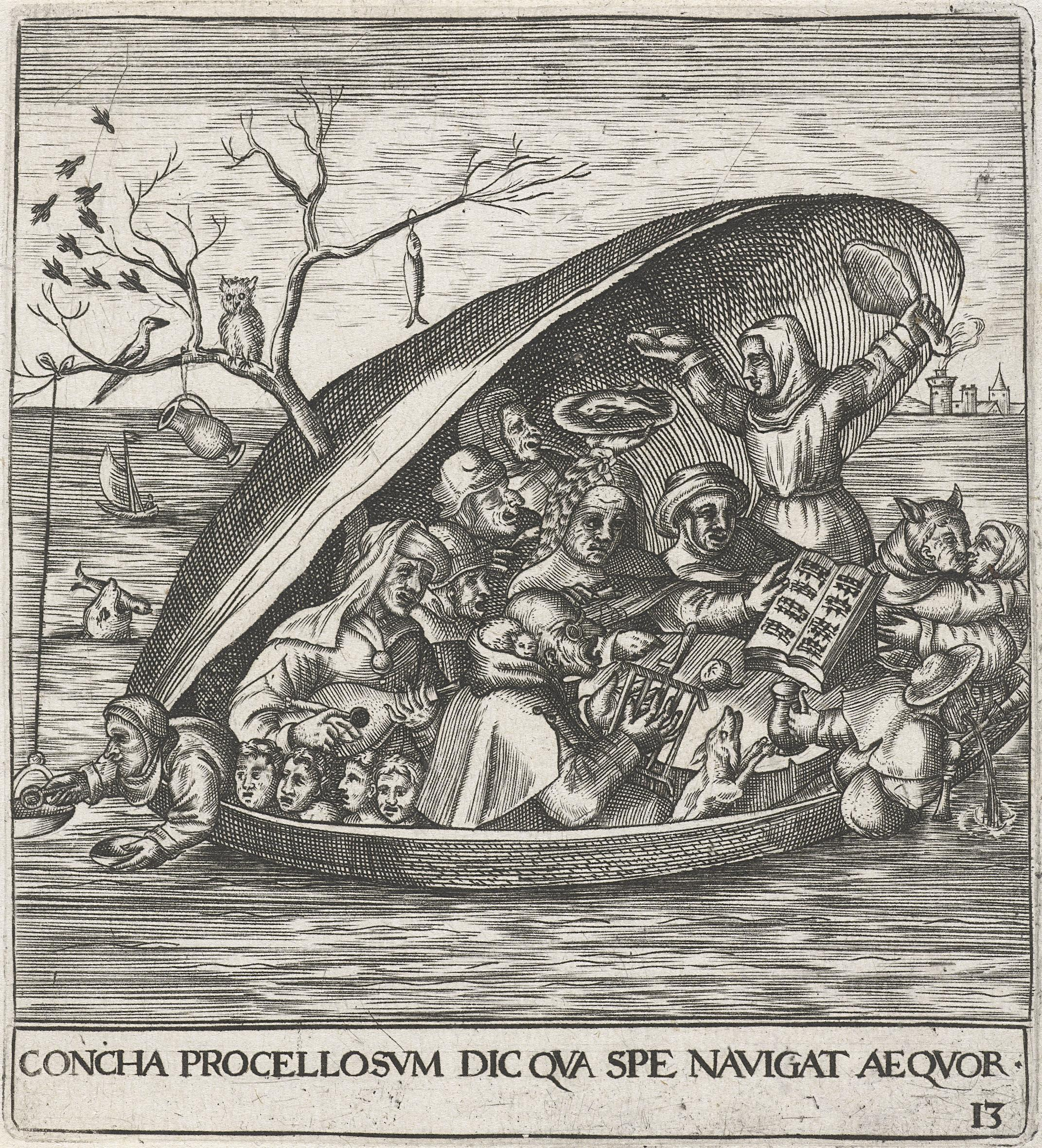
Johann Theodor de Bry (naar Pieter van der Heyden). De mosselschelp. 1596. Gravure. Amsterdam, Rijksmuseum Amsterdam.

Volgens Bosch-auteur Dirk Bax is de schelp hier gebruikt als verwijzing naar een losbandig leven. Hierop wijst ook het gedrag van de twee geestelijken en het tentoonstellen van de kip en de haan. De mensen in de schelp zijn waarschijnlijk vastenavondvierders. Hierop wijst onder meer het 'verkeerd' gebruiken van huishoudelijke voorwerpen, zoals de treeft als muziekinstrument. De historicus Diederik Enklaar brengt de voorstelling in verband met het narrengilde van Lyon met de naam La Coquille (de schelp).

## Afdrukken
Van de gravure bestaan minstens vier afdrukken, die bewaard worden in het Noordbrabants Museum in 's-Hertogenbosch, het Prentenkabinet van Museum Boijmans Van Beuningen in Rotterdam, het Rijksmuseum in Amsterdam en de Collections artistiques de l'Université de Liège in Luik. De hierboven afgebeelde afdruk bevindt zich in het Museum Boijmans Van Beuningen.

## Kopie
De prent werd in 1596 gekopieerd en opnieuw uitgegeven door Johann Theodor de Bry als onderdeel van de serie Emblemata Saecularua (seculiere emblemata).